# Anteosauria
Anteosauria são um grupo de grandes, primitivos e carnívoros Dinocephalia ("proto-mamíferos"), com enormes caninos, incisivos e pernas curtas, que surgiram a partir do Médio Permiano na África do Sul, Rússia e China. A maioria dos Anteosauria cresceu em grande dimensão, com crânios de 50 a 80 cm, e foram os maiores predadores de seu tempo. Eles desapareceram no fim do Permiano Médio, possivelmente como resultado da extinção do herbívoro Tapinocephalia de que eles se alimentavam.

## Características
Os Anteosauria se distínguem dos Tapinocephalia por uma série de características, como grandes dentes caninos, dentes com coroas, e uma curvatura da pré-maxila, de modo que a frente da boca se curva fortemente para cima. As pernas são curtas e o crânio longo e estreito, e pesados. A abertura temporal é muito maior do que dos Biarmosuchia, indicando uma maior mandíbula e músculos mais fortes para mordida. Existe uma tendência especialmente nas formas mais avançadas, como a Anteosaurus para o espessamento dos ossos da parte superior do crânio. A cauda é muito longa, pelo menos em alguns gêneros.

## História da classificação
O grupo foi inicialmente definido como um superfamília por LD Boonstra, em 1962 a fim de incluir as famílias Brithopodidae e Anteosauridae
James Hopson Herbert Barghusen em 1986 e desde o primeiro estudo do cladística Therapsida. Eles utilizaram o termo "Anteosauria" e igualaram as famílias Brithopodidae e Anteosauridae. Eles sugerem o seguinte esquema:
```
             ,----------------------------------
Syodon

             |
ANTEOSAURIA--|                 ,----------------
Titanophoneus

(=Anteosaur- |                 |
  idae)      `--ANTEOSAURINAE--|
                               |                ,--
Doliosaurus

                               `—ANTEOSAURINI--|
                                                `--
Anteosaurus
```

Gillian King em 1988 fez uma revisão dos Anomodontia (incluindo os Dinocephalia - no entanto a opinião de que os Dinocephalia são um subconjunto dos Anomodontia não se realizou), como parte de Gutsav Fischer Verlag no curso da Enciclopédia de Paleo-herpetologia , usa um arranjo lineano mais tradicional, mas inclui as formas herbívoras sob a superfamília Anteosauroidea bem como:
Superfamília Anteosauroidea BOONSTRA 1962
```
    Família Brithopidae BOONSTRA 1972
      Subfamília Brithopodinae EFREMOV 1954
      Subfamília Anteosaurinae 1954
    Família Titanosuchidae BOONSTRA 1972
      Subfamília Titanosuchinae BROOM 1903
      Subfamília Tapinocephalinae LYDEKKER 1890
```

Note que o "Titanosuchidae" aqui é o equivalente a "Tapinocephalia".
Por último, como parte de um cladograma Therapsida muito maior, Bruce Rubidge e Christian Sidor, em 2001 oferecem os seguintes:
```
  ,----------------- 
Stenocybus

  |
--|    ,------------ 
Australosyodon

  |    |
  |    |------------ 
Syodon

  `----|
       |      ,----- 
Titanophoneus

       `------|
              `----- 
Anteosaurus
```

## Relações evolucionárias
Do russo (Boonstra 1972) e do chinês (Rubidge & Sidor 2001), Anteosauria são geralmente considerados os mais primitivos dos Dinocephalia e, consequentemente, do Eutheropoda (caso em que poderá constituir uma assembléia parafilética), embora tenha também sido sugerido ( Kemp, 1982, King 1988) que o Estemmenosuchidae são mais basais. Eles têm características em comum com Pelicossauros (Carroll 1988) e Biarmosuchias (Chudinov 1965), e, com o Tapinocephalia, fazem parte da primeira grande radiação evolutiva dos Therapsidas (Rubidge & Sidor 2001). Até agora pouco trabalho detalhado tem sido feito sobre relações filogenéticas entre os diferentes táxons.